# Phallusia mammillata
Phallusia mammillata, detta comunemente pigna di mare, è un Ascidiacea della famiglia Ascidiidae.

## Habitat e distribuzione
Molto comune nel Mar Mediterraneo e nell'Oceano Atlantico orientale settentrionale, da Gibilterra al Canale della Manica, da pochi metri fino ad anche 250 metri di profondità, su fondali mobili, spesso associata a Posidonia oceanica.

## Descrizione
Ques'ascidia solitaria ha il corpo ovale ed una base con cui si salda al substrato. È di consistenza dura con numerosi tubercoli arrotondati e solchi distribuiti in maniera irregolare su tutto il corpo. La tunica è traslucida con un colore biancastro con riflessi azzurri è spesso ricoperta da piccoli puntini marroni. Raggiunge la lunghezza massima di 20 cm.
Le sue funzioni vitali sono svolte attraverso due sifoni molto distanziati tra loro, situati l'uno (inalante) all'estremità superiore dell'animale e l'altro (esalante) a circa un terzo o a metà del corpo. Il sifone inalante possiede delle ciglia che impediscono l'ingresso a particelle particolarmente grosse. È un eccellente filtratore: un esemplare piccolo arriva a filtrare circa 200 litri di acqua al giorno. (Senza fonte)

## Riproduzione
Si riproduce tutto l'anno.

## Alimentazione
Tipica specie filtratrice, si nutre di batterioplancton che viene fatto entrare assieme all'acqua marina dal sifone inalante, superiore, ed espulso da quello esalante, laterale.